# KkStB 86
| kkStB 86 / JDŽ 161       | kkStB 86 / JDŽ 161 | kkStB 86 / JDŽ 161 |
| ------------------------ | ------------------ | ------------------ |
| kkStB 86.01 in Wien 1905 |                    |                    |
|                          |                    |                    |
| Hersteller:              | Krauss, Linz       | Krauss, Linz       |
| Anzahl:                  | 3                  | 3                  |
| Nummerierung:            | 86.01              | 86.02–03           |
| Baujahr:                 | 1905               | 1908               |
| Ausmusterung:            | k. A.              | k. A.              |
| Bauart:                  | B n2vt             | B n2vt             |
| HD-Zylinderdurchmesser:  | 230 mm             | 230 mm             |
| ND-Zylinderdurchmesser:  | 360 mm             | 360 mm             |
| Kolbenhub:               | 430 mm             | 430 mm             |
| Treibraddurchmesser:     | 930 mm             | 930 mm             |
| fester Radstand:         | 2.500 mm           | 2.500 mm           |
| Gesamtradstand:          | 2.500 mm           | 2.500 mm           |
| Anzahl der Heizrohre:    | 92                 | 92                 |
| Rohrheizfläche:          | 25,4 m²            | 25,4 m²            |
| Strahlungsheizfläche:    | 3,3 m²             | 3,3 m²             |
| Rostfläche:              | 0,65 m²            | 0,92 m²            |
| Dampfdruck:              | 15 bar             | 15 bar             |
| Leermasse:               | 16,6 t             | 16,6 t             |
| Reibungsgewicht:         | 19,6 t             | 19,6 t             |
| Dienstgewicht:           | 21,1 t             | 21,1 t             |
| Länge:                   | k. A.              | k. A.              |
| Höhe:                    | k. A.              | k. A.              |
| Höchstgeschwindigkeit:   | 50 km/h            | 50 km/h            |

Die Dampflokomotivreihe kkStB 86 war eine Tenderlokomotivreihe der k.k. Staatsbahnen Österreichs.

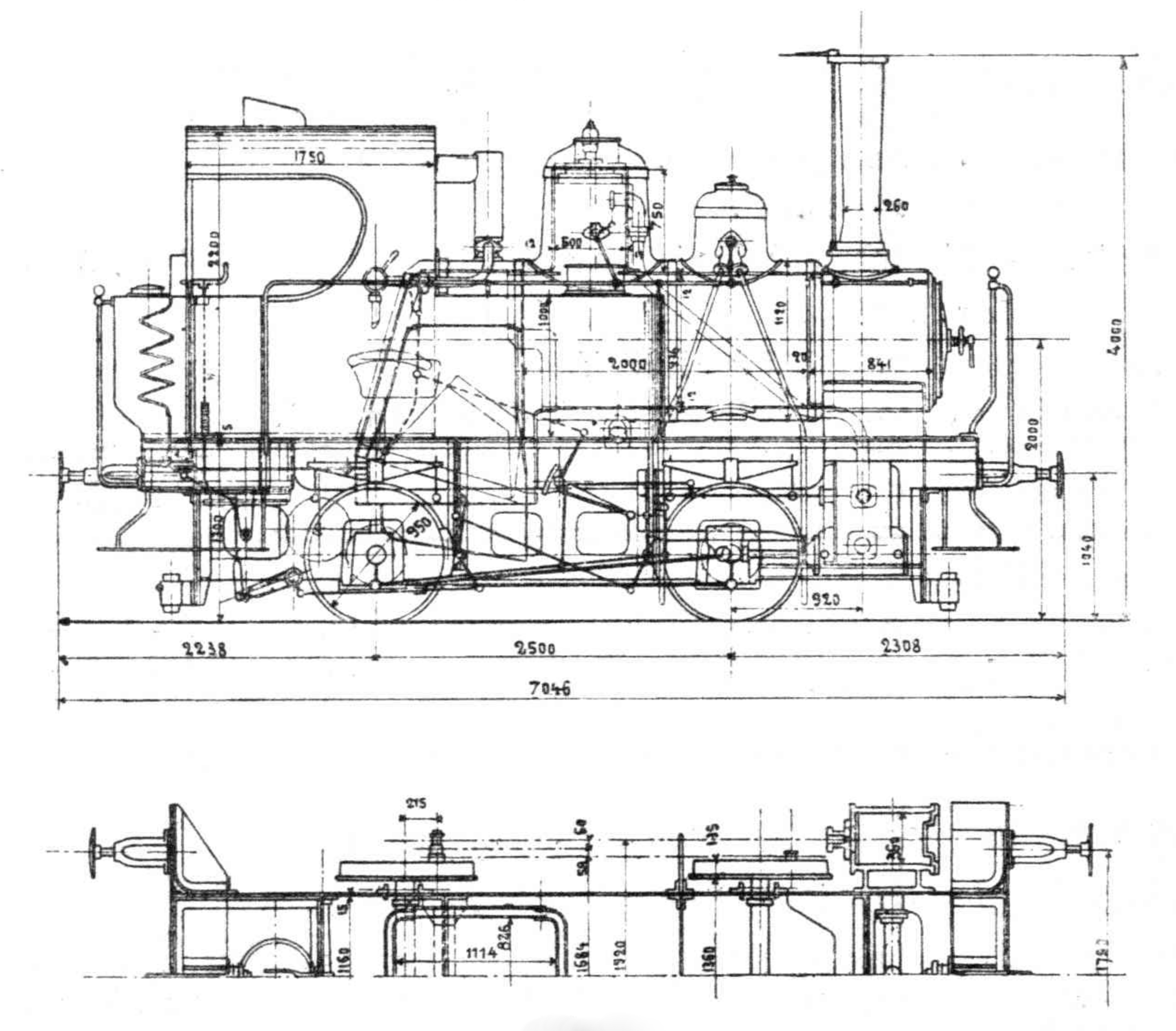
Werkzeichnung der kkStB-Reihe 86

Bei den drei Maschinen, von Krauss in Linz 1905 und 1908 geliefert, unterschied sich die erste von den anderen beiden nur durch eine kleinere Rostfläche.
Alle drei hatten Ölfeuerung und Joy-Steuerung.
Die Lokomotiven waren für den ökonomischen Verkehr auf Lokalbahnen konzipiert (die 86.02–03 waren etwa für die Lokalbahn Krainburg–Neumarktl bestimmt). 86.01 wurde nach ihrer Indienststellung 1905 auf ihre Eignung zur Führung leichter Züge auf der Wiener Stadtbahn erprobt. Die Lokomotiven konnten sich aber nicht durchsetzen, sodass es zu keiner Nachbestellung kam.
Nach 1918 wurden die Maschinen den PKP und den Eisenbahnen des Königreichs der Serben, Kroaten und Slowenen zugeteilt.
Die JDŽ ordneten sie als 161 ein, während die PKP ihr keine eigene Reihennummer zuteilten.
Abschließend sei noch bemerkt, dass die kkStB die Reihennummer 86 schon zuvor benutzte, um zwei Lokomotiven zu bezeichnen.
Diese wurden aber 1889 in 85.08–09 umgezeichnet.